# 睦合村 (山梨県)
睦合村（むつあいむら）は山梨県南巨摩郡にあった村。現在の南部町北西部、富士川右岸にあたる。

## 地理
- 山：十枚山
- 河川：富士川

## 歴史
- 1874年（明治7年）1月 - 巨摩郡中野村・本郷村・南部村・成島村・塩沢村・大和村が合併して睦合村となる。
- 1878年（明治11年）7月22日 - 郡区町村編制法の施行により、睦合村が南巨摩郡の所属となる。
- 1889年（明治22年）7月1日 - 町村制の施行により、睦合村が単独で自治体を形成。
- 1955年（昭和30年）4月1日 - 西八代郡栄村と合併して南部町が発足。同日睦合村廃止。

## 交通

### 道路
- 国道52号